# ISC (기업)
ISC(ISC Co. Ltd.)는 대한민국의 기업이다. 본사는 경기도 성남시 수정구 금토로40번길 26에 위치해 있으며 대표이사는 김정렬, 김종우이다.

## 참고문헌
1. ↑  SKC, 반도체 솔루션 기업 ISC를 5225억원에 인수, 비즈니스코리아, 2023.07.07